# Alak Tenzin Pälbar
Alak Tenzin Pälbar, tibétain : ཨ་ལགས་བསྟན་འཛིན་དཔལ་འབར, Wylie : a lags bstan 'dzin  dpal 'bar, aussi écrit Alag Tsayi Tenzin Pelbar (né en 1943) est un homme politique, religieux tibétain et ancien prisonnier politique tibétain. 
Né dans l'Amdo en 1943, il fut emprisonné de 1958 à 1979 en camp de rééducation par le travail dans le Gansu. il fut réhabilité en 1979, et s'est enfui pour l'Inde en 1987. Il rédigea un ouvrage en tibétain publié en 1994. Il fut élu ministre de la religion et de la culture, puis de la Sécurité du gouvernement tibétain en exil de 1996 à mai 1998,,. 

## Publication
- (bo) Nga'ipha yul gyi ya nga ba'i lo rgyus [The Tragedy of My Homeland]. Dharamsala: Narthang Publications, 1994